# Кинтана, Лукас
Лу́кас Ариэ́ль Кинта́на Родри́гес (исп. Lucas Ariel Quintana Rodríguez; род. 2 января 2005) — парагвайский футболист, защитник клуба «Серро Портеньо».

## Клубная карьера
Кинтана — воспитанник клуба «Серро Портеньо». 29 января 2023 года в матче против «Спортиво Амелиано» он дебютировал в парагвайской Примере.

## Международная карьера
В 2025 году в составе молодёжной сборной Парагвая Кинтана принял участие в молодёжном чемпионате Южной Америки в Венесуэле. На турнире он сыграл в матчах против сборных Колумбии, Перу, Венесуэлы, Бразилии, Аргентины и дважды Уругвая. 